# Paprsky inženýra Garina
Paprsky inženýra Garina – czeski zespół muzyki old school industrial powstały w 1986 roku w Pradze. Ze względu na wykorzystywany i utylizowany podczas koncertów i nagrań złom stali określany żartobliwie pierwszym czeskim zespołem recyklingu ekologicznego.

## Historia
Inspiracją do założenia zespołu był wspólny występ zespołów New Psychedelic Orchestra i Švëstkövé knëdlïkÿ na małym festiwalu muzyki alternatywnej w klubie U zlatého melouna jaki miał miejsce 29 czerwca 1986 roku. Po koncercie muzycy obu zespołów postanowili połączyć siły i założyć nowy zespół, w skład którego weszli członkowie obu dotychczasowych. Wybrana nazwa pochodzi od powieści sf Aleksego Tołstoja Eksperyment inżyniera Garina oraz jego czeskiej filmowej adaptacji z 1965 roku.
Pierwszy publiczny występ nowego zespołu odbył się przy okazji wernisażu grafik wokalisty zespołu Vojty Vojtíška we wrześniu 1986 roku w siedzibie stowarzyszenia związku muzyków Jazzová sekce na kilka dni przed aresztowaniem jego działaczy i zakończenia jego działalności, co poniekąd przysporzyło zespołowi rozgłosu dzięki relacji z wydarzeń w czeskiej wersji ówczesnego radia Głos Ameryki. 
Ważnym wydarzeniem w historii zespołu było pojawienie się w 1988 roku Jardy Paláta. Jego nowatorskie pomysły i eksperymenty z dźwiękiem skierowały muzykę zespołu na nowe kierunki. Zmiany dotknęły też warstwę tekstową utworów, prócz własnych zespół w swym repertuarze zaczął wykorzystywać teksty Władimira Majakowskiego, Hồ Chí Minha czy Leonida Andriejewa. 
W tym składzie w roku 1990 zespół nagrał swe pierwsze demo a niedługo potem w studiu Heleny Vondráčkovej w Řitce dla wydawnictwa Panton niewydany ostatecznie industrialny materiał na płytę. Ostatecznie debiutancka i jedyna jak się później okazało płyta zespołu ujrzała światło dzienne w 1991 roku. Album Blbá Evropa (Głupia Europa), który ukazał się nakładem wytwórni Image Studios zawiera 11 utworów. 
Po tragicznej śmierci Jardy Paláta 26 lutego 1995 roku zespół stracił dotychczasowy impet i koncertował raczej sporadycznie występując jednak m.in. wspólnie z legendą industrialu grupą Test Dept podczas festiwalu Alternativa w 1995 roku. Nowym impulsem do działania było wejście w 2007 roku do zespołu młodych członków nowego pokolenia z grupy Děti deště. W tym składzie zespół istnieje i koncertuje do dziś, występując m.in. na takich eventach jak Moravian Industrial Festival III w roku 2011czy na festiwalu Hradby Samoty V w 2014 roku.   
28 września 2016 roku zespół świętował trzydziestolecie działalności jubileuszowym koncertem w praskim klubie Paláce Akropolis.   

## Styl muzyczny
Muzyka zespołu jest typowym „starej szkoły” industrialem. Prócz wykorzystywanych standardowych instrumentów jak gitara basowa czy fragmenty perkusji, główną rolę w ich muzyce grają rozmaite elementy metalowe wyszukiwane na złomie. Ze względu na zużywanie się ich podczas wykonywanych performance, na bieżąco są one uzupełniane przez nowe elementy, co determinuje pewną dozę improwizacji podczas każdego koncertu zespołu. Jedynymi stałymi nietypowymi elementami wyposażenia pozostają metalowy stół szpitalny oraz wentylator. 

## Dyskografia
- 1991 – Blbá Evropa (CD, Image Studios)
- 2013 – Jarda Palát In Memoriam (Live 24.11.2013) (6xFile, MP3, 196)  Not On Label (P.I.G. Self-released)